# Physogaleus latecuspidatus
Physogaleus latecuspidatus és una espècie extinta de peix de la família dels carcarínids i de l'ordre dels carcariniformes.